# Trept
Trept (prononcé [tʁɛp] ou [tʁɛpt]) est une commune française située dans le département de l'Isère, en région Auvergne-Rhône-Alpes.
Historiquement rattachée à l'ancienne province du Dauphiné, la commune est adhérente à la communauté de communes Les Balcons du Dauphiné depuis le 1er janvier 2017. Ses habitants sont dénommés les Treptois.
Historiquement, Trept est un village carrier, ce qui explique qu'on en retrouve des références partout dans le village.

## Géographie

### Situation et description
Trept est un village du Nord-Isère, également connu sous le nom de Bas-Dauphiné. La commune est positionnée à l'est  de l'agglomération lyonnaise et au nord de l'agglomération formée par Bourgoin-Jallieu et L'Isle d'Abeau.

### Communes limitrophes
| Dizimieu               | Siccieu-Saint-Julien-et-Carisieu | Soleymieu           |
|                        | Trept                            |                     |
| Saint-Hilaire-de-Brens |                                  | Salagnon Saint-Chef |

### Géologie
Située à l'extrémité du plateau jurassien, la commune doit son nom, Trept à l'abréviation Très peu de terre, car l'affleurement de roche sous forme de plaques, expliquant l'activité des carrières, fait que la commune a été construite directement sur cette langue rocheuse. La plaine du Rondeau marque la coupure du plateau jurassien, permettant ainsi la culture de céréales, alors que sur le plateau treptois rien ne pousse en profondeur de par le manque de terre. Un secteur important du village, les "communaux", illustre idéalement cet aspect du village par la présence de mousses, lichens, et de végétations de petites tailles, fixées sur la roche par capillarité et non par enracinement.

### Climat
Pour des articles plus généraux, voir Climat d'Auvergne-Rhône-Alpes et Climat de l'Isère.
En 2010, le climat de la commune est de type climat océanique altéré, selon une étude du Centre national de la recherche scientifique s'appuyant sur une série de données couvrant la période 1971-2000. En 2020, Météo-France publie une typologie des climats de la France métropolitaine dans laquelle la commune est exposée à un climat de montagne ou de marges de montagne et est dans la région climatique  Alpes du nord, caractérisée par une pluviométrie annuelle de 1 200 à 1 500 mm, irrégulièrement répartie en été.
Pour la période 1971-2000, la température annuelle moyenne est de 11,8 °C, avec une amplitude thermique annuelle de 18,1 °C. Le cumul annuel moyen de précipitations est de 1 056 mm, avec 10,1 jours de précipitations en janvier et 6,9 jours en juillet. Pour la période 1991-2020, la température moyenne annuelle observée sur la station météorologique de Météo-France la plus proche, « Bourgoin », sur la commune de Bourgoin-Jallieu à 11 km à vol d'oiseau, est de 12,4 °C et le cumul annuel moyen de précipitations est de 844,0 mm,. Pour l'avenir, les paramètres climatiques de la commune estimés pour 2050 selon différents scénarios d'émission de gaz à effet de serre sont consultables sur un site dédié publié par Météo-France en novembre 2022.

### Voies de communication
Le territoire communal et le bourg central de Trept sont traversés par la RD 517 qui relie les villes de Morestel et de Crémieu.

## Toponymie
Le nom du village aurait deux origines : celle d'un territoire d'où jaillissent trois sources ou celle d'une région située au-delà des eaux ; d'autres (les "anciens du village" entre autres) prétendent que Trept signifierait « très peu de terre » en vieux patois.

## Urbanisme

### Typologie
Au 1er janvier 2024, Trept est catégorisée bourg rural, selon la nouvelle grille communale de densité à sept niveaux définie par l'Insee en 2022.
Elle est située hors unité urbaine. Par ailleurs la commune fait partie de l'aire d'attraction de Lyon, dont elle est une commune de la couronne,. Cette aire, qui regroupe 397 communes, est catégorisée dans les aires de 700 000 habitants ou plus (hors Paris),.

### Occupation des sols
L'occupation des sols de la commune, telle qu'elle ressort de la base de données européenne d’occupation biophysique des sols Corine Land Cover (CLC), est marquée par l'importance des territoires agricoles (85,3 % en 2018), en augmentation par rapport à 1990 (78,3 %). La répartition détaillée en 2018 est la suivante : 
zones agricoles hétérogènes (51,6 %), terres arables (33,7 %), zones urbanisées (8,6 %), forêts (2,7 %), mines, décharges et chantiers (2,1 %), espaces verts artificialisés, non agricoles (1,3 %). L'évolution de l’occupation des sols de la commune et de ses infrastructures peut être observée sur les différentes représentations cartographiques du territoire : la carte de Cassini (XVIIIe siècle), la carte d'état-major (1820-1866) et les cartes ou photos aériennes de l'IGN pour la période actuelle (1950 à aujourd'hui).

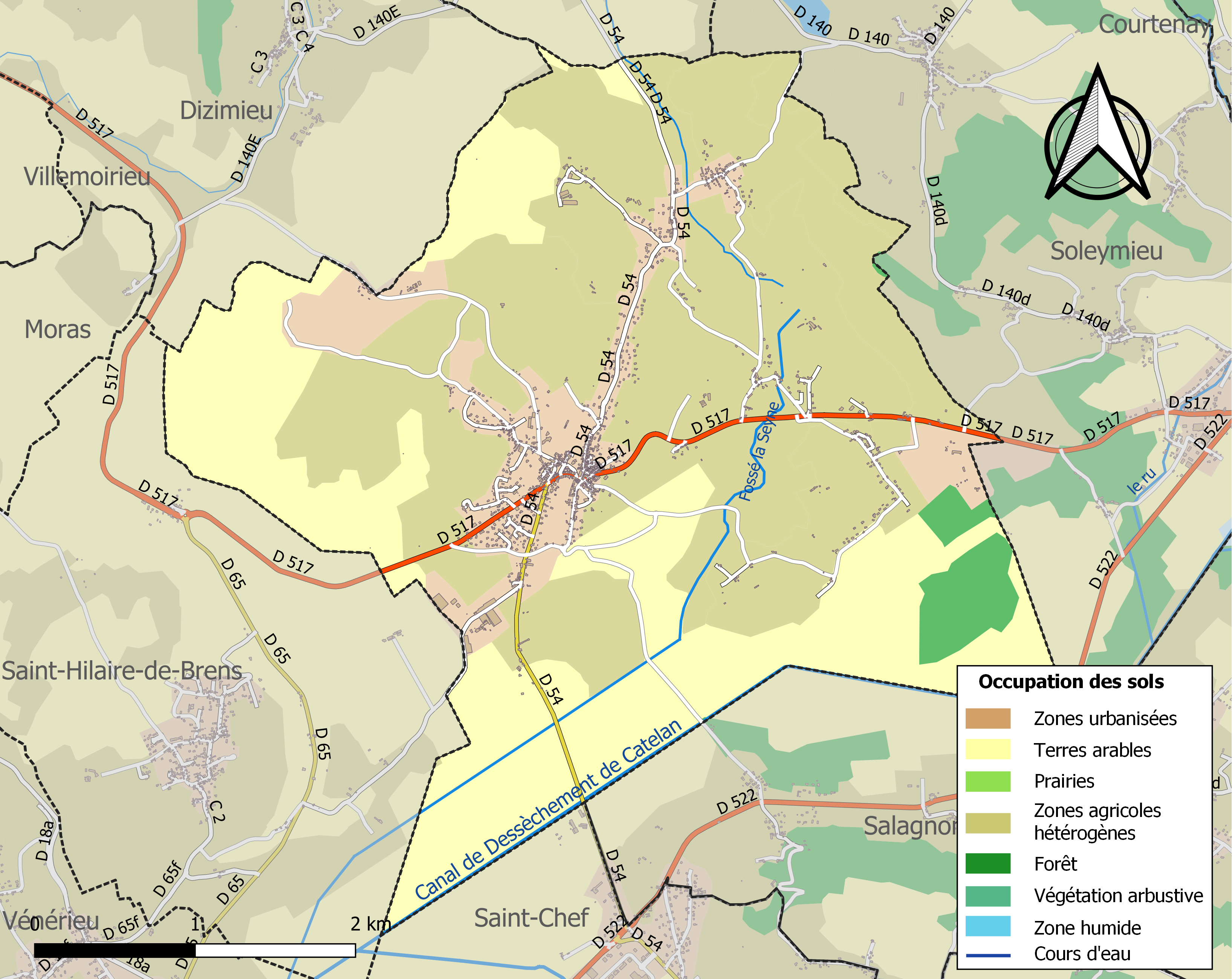
Carte des infrastructures et de l'occupation des sols de la commune en 2018 (CLC).

### Quartiers, hameaux et lieux-dits
Trept possède dans son giron les deux hameaux de Cozance et Serrières ainsi que le lieu dit Miéry"

### Risques naturels et technologiques majeurs

#### Risques sismiques
L'ensemble du territoire de la commune de Trept est situé en zone de sismicité n°3 (sur une échelle de 1 à 5), comme la plupart des communes de son secteur géographique.
| Type de zone | Niveau            | Définitions (bâtiment à risque normal) |
| ------------ | ----------------- | -------------------------------------- |
| Zone 3       | Sismicité modérée | accélération = 1,1 m/s2                |

## Histoire

### Antiquité et Moyen Âge
La région de Trept se situe dans la partie occidentale du territoire antique des Allobroges, ensemble de tribus gauloises occupant l'ancienne Savoie, ainsi que la partie du Dauphiné, située au nord de la rivière Isère.
Après la victoire définitive des romains de Fabius Maximus, les Allobroges furent soumis aux Romains, et leur territoire forma le premier noyau de la Province transalpine Provincia ulterior (ou Gallia ulterior) qui comprenait tous les peuples gaulois situés dans les régions comprises entre le Rhône et les Alpes.

### Époque contemporaine
Après avoir été le chef-lieu en 1793 du fugace canton de Trept, la commune était rattachée depuis 1801 au canton de Crémieu. Dans le cadre du redécoupage cantonal de 2014 en France, Trept est désormais intégré au canton de Charvieu-Chavagneux.
Ce village à une particularité que l'on trouve depuis 1881 sur le fronton de la mairie. En effet, à la place de la devise de la République « Liberté, Egalité, Fraternité » il est écrit « Travail, Paix, Liberté ». De même, le monument aux morts honore non les « Morts pour la France » mais les Treptois « morts à la guerre ».

## Politique et administration

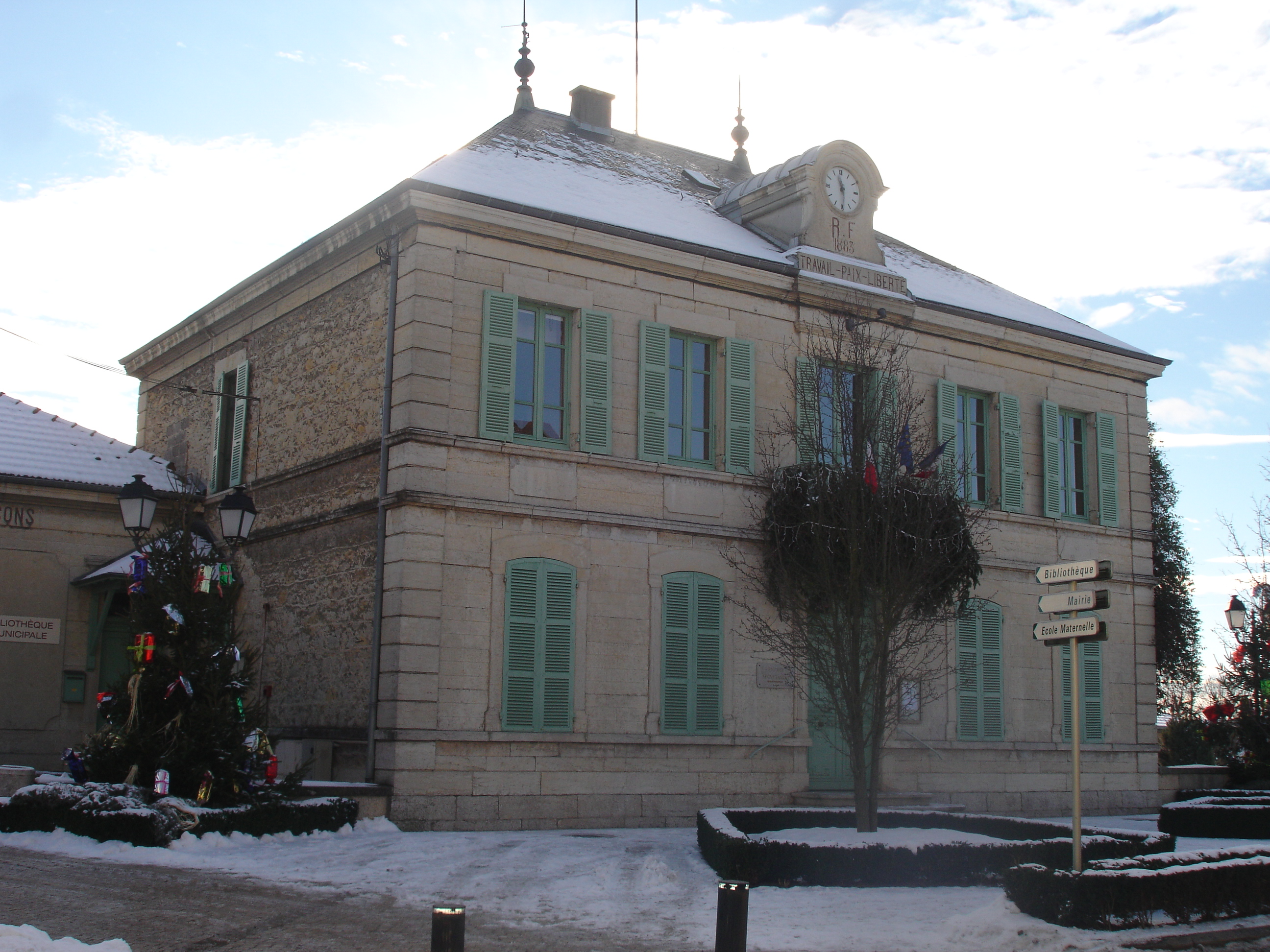
Mairie de Trept

### Rattachements administratifs et électoraux
La commune se trouve dans l'arrondissement de La Tour-du-Pin du département de l'Isère. Pour l'élection des députés, elle fait partie depuis 1988 de la sixième circonscription de l'Isère.

### Intercommunalité
Trept était membre de la communauté de communes Les Balmes Dauphinoises créée en 1993.
Dans le cadre des dispositions de la loi portant nouvelle organisation territoriale de la République du 7 août 2015, qui prévoit que les établissements publics de coopération intercommunale (EPCI) à fiscalité propre doivent avoir un minimum de 15 000 habitants, cette petite intercommunalité a fusionné avec ses voisines pour former, le 1er janvier 2017, la Communauté de communes Les Balcons du Dauphiné dont est désormais membre la commune.

### Liste des maires
| Période                                  | Période                       | Identité                   | Étiquette | Qualité                                                |
| ---------------------------------------- | ----------------------------- | -------------------------- | --------- | ------------------------------------------------------ |
| Les données manquantes sont à compléter. |                               |                            |           |                                                        |
| 1944                                     | 1965                          | Marius Dalphinet           | Rad.      | Industriel Conseiller général de Crémieu (1945 → 1961) |
| 1965                                     | 1983                          | Marius Bouchet-Lanat       |           | Boucher                                                |
| 1983                                     | 2001                          | Jean-Bernard Goulamhoussen |           | Médecin                                                |
| 2001                                     | 2005                          | Jacques Brissaud           |           | Enseignant                                             |
| 2005                                     | mars 2008                     | Paul Dametto               |           | Cadre bancaire                                         |
| mars 2008                                | mars 2014                     | André Reynaud-Dulaurier    |           | Conseiller secteur bancaire                            |
| mars 2014                                | 2020                          | Martine Bert               | UMP → LR  | Chargée d'affaires                                     |
| mai 2020,                                | En cours (au 19 janvier 2021) | Éric Morel                 |           | Chargé d'affaires                                      |

## Population et société

### Démographie
L'évolution du nombre d'habitants est connue à travers les recensements de la population effectués dans la commune depuis 1793. Pour les communes de moins de 10 000 habitants, une enquête de recensement portant sur toute la population est réalisée tous les cinq ans, les populations de référence des années intermédiaires étant quant à elles estimées par interpolation ou extrapolation. Pour la commune, le premier recensement exhaustif entrant dans le cadre du nouveau dispositif a été réalisé en 2006.

En 2022, la commune comptait 2 097 habitants, en évolution de −0,43 % par rapport à 2016 (Isère : +3,07 %, France hors Mayotte : +2,11 %).
| 1793 | 1800 | 1806 | 1821 | 1831 | 1836 | 1841  | 1846  | 1851  |
| ---- | ---- | ---- | ---- | ---- | ---- | ----- | ----- | ----- |
| 784  | 585  | 719  | 641  | 864  | 965  | 1 149 | 1 167 | 1 268 |

| 1856  | 1861  | 1866  | 1872  | 1876  | 1881  | 1886  | 1891  | 1896  |
| ----- | ----- | ----- | ----- | ----- | ----- | ----- | ----- | ----- |
| 1 354 | 1 339 | 1 310 | 1 290 | 1 333 | 1 387 | 1 579 | 1 615 | 1 722 |

| 1901  | 1906  | 1911  | 1921  | 1926  | 1931  | 1936  | 1946 | 1954 |
| ----- | ----- | ----- | ----- | ----- | ----- | ----- | ---- | ---- |
| 1 732 | 1 666 | 1 527 | 1 323 | 1 251 | 1 139 | 1 065 | 931  | 874  |

| 1962 | 1968 | 1975 | 1982  | 1990  | 1999  | 2006  | 2011  | 2016  |
| ---- | ---- | ---- | ----- | ----- | ----- | ----- | ----- | ----- |
| 817  | 840  | 853  | 1 039 | 1 164 | 1 540 | 1 688 | 1 807 | 2 106 |

| 2021  | 2022  | - | - | - | - | - | - | - |
| ----- | ----- | - | - | - | - | - | - | - |
| 2 135 | 2 097 | - | - | - | - | - | - | - |

### Enseignement
La commune est rattachée à l'académie de Grenoble.

### Équipements culturels et sportifs
Trept est équipé d'un stade de foot, des vestiaires y étant rattachés, deux boulodromes, un terrain "multisport", un terrain type "city stade" (permettant futsal, basket, fournissant aussi des attaches pour un filet de volley), un court de tennis, un terrain de moto-cross, un terrain privé d'airsoft, un stand de tir sportif, une cabane des chasseurs, un dojo pour arts martiaux, un skate park, une piste de vélo de descente, plusieurs pistes de VTT balisées et une voie "vert" (piste de rando/vtt longeant le trajet de l'historique "train de l'est").
Pour les équipements culturels, Trept possède une scène de théâtre et une bibliothèque.

### Médias
Historiquement, le quotidien à grand tirage Le Dauphiné libéré consacre, chaque jour, y compris le dimanche, dans son édition du Nord-Isère, un ou plusieurs articles à l'actualité de la communauté de communes, ainsi que des informations sur les éventuelles manifestations locales, les travaux routiers, et autres événements divers à caractère local.

### Cultes
La communauté catholique et l'église de Trept (propriété de la commune) sont rattachées à la paroisse catholique Saint-Martin de l'Isle Crémieu qui elle-même est rattachée au diocèse de Grenoble-Vienne.
Sur la commune de Cozance (commune de Trept), se trouve aussi la chapelle Saint-Didier.

## Économie
Trept possède trois entreprises multinationales : Une entreprise spécialisée dans la récupération et le recyclage des métaux. Une spécialisée dans l'import et revente de joints divers. Une carrière à chaux.
Trept possède aussi une myriade de petits commerces : Une épicerie, un spa, un salon de coiffeur, une pizzeria, un snack (burger, kebab, etc.), deux boulangeries, une boucherie, deux agences immobilières, 3 salons de tatouages, un bar tabac PMU.
Une entreprise agricole, ayant 110 hectares de champs, une activité de déshydratation du fumier et un magasin vendant des produits de fermes voisines.

Trept compte aussi une laiterie, une chèvrerie ainsi qu'un élevage de veaux sur la commune de Cozance.

## Culture locale et patrimoine

### Lieux et monuments
Trept compte un monument répertorié à l'inventaire des monuments historiques, le Château de la Poype de Serrières, et vingt-et-un lieux et monuments répertoriés à l'inventaire général du patrimoine culturel.

#### Château de la Poype de Serrières (XIVe–XVesiècles)

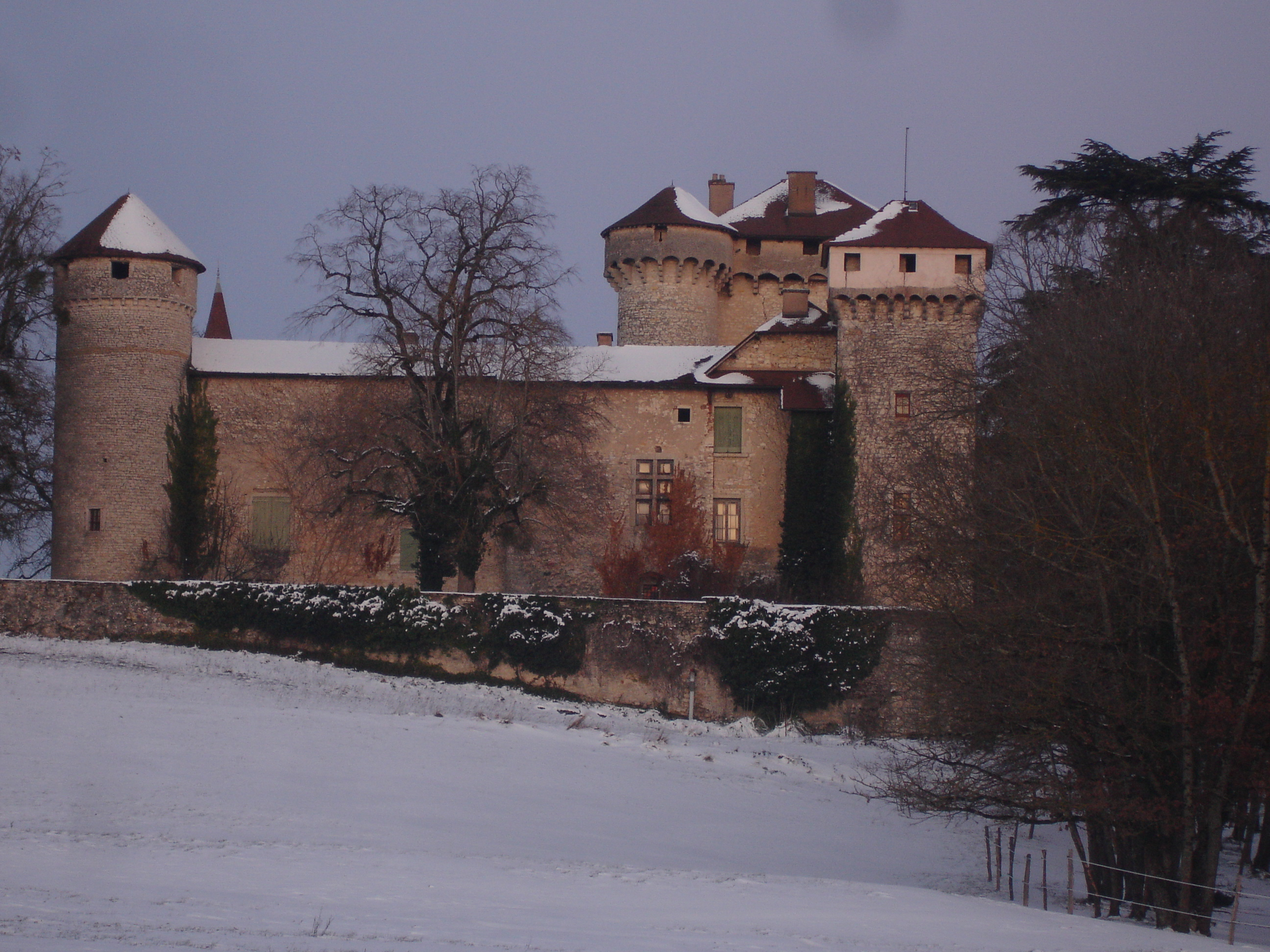
Château de La Poype de Serrières.

Inscrit par arrêté du 18 mai 1992 au tableau des monuments historiques, il a été longtemps détenu par la famille de la Poype. Ce château-forteresse datant des XIVe et XVe siècles est organisé autour d'un gros donjon quadrangulaire flanqué d'une tour circulaire à mâchicoulis, d'une enceinte surmontée d'un chemin de ronde, avec une élégante galerie à arcades et une loggia à fenêtres à meneaux dans la cour intérieure, une ancienne forge, un colombier ainsi que des murs de soutènement des terrasses. Une porte en plein cintre cloutée de fer, donne accès à une cour intérieure renaissance où s'ouvrent de nombreuses fenêtres à meneaux. On peut voir sur certaines ouvertures l'empreinte des armes des maîtres de ce lieu.
Celle qu'on appelait 'la maison forte de Serrières' surplombe du haut d'une terrasse naturelle la voie ancienne de Crémieu à Morestel, étale la sévérité de ses murailles et jouit d'une vue panoramique sur les monts du Bugey et de la Chartreuse. Sa dénomination de château vient du fait qu'elle était au départ 'fief ayant juridiction'. Avec ses tours et ses mâchicoulis, elle se déploie selon un plan quadrangulaire avec un vaste corps de bâtiment flanqué d'un puissant donjon carré. L'accès jadis par l'est conserve la trace d'une herse. Un chemin de ronde où l'on peut voir créneaux et bretèche atteste son rôle de défense qu'elle a longtemps exercé. Elle dispose également dans ses sous-sols d'un jeu de sept citernes se vidant les unes dans les autres, ce qui assurait l'eau en cas de long siège.

#### Monument aux Morts
Le pilier commémoratif du monument aux morts de la commune se présente sous la forme d'un obélisque sur un socle en pierre blanche ornementé de drapeaux et de palmes avec l'indication « Trept à ses enfants morts à la guerre 1914 - 1918 ».

#### Hôtel de ville
Le fronton de l'hôtel de ville est particulier puisque que l'inscription « Liberté - Égalité - Fraternité », commune aux mairies françaises est ici différente : "Travail - Paix - Liberté". Cet anticonformisme n'a pas d'explication officielle. Peut-être en raison du coût, moins de lettres donc moins onéreux. Une légende veut que l'explication invoque la Franc-Maçonnerie, mais rien ne le confirme.

#### Autres lieux et bâtiments remarquables
- Chapelle à Cozance du XIVe – XVIe siècles
- Église paroissiale de l'Assomption de Trept du XIXe siècle
- Fours et lavoirs
- Fresque
- Sites naturels communaux (Espace naturel sensible)
- Pierres plantées (lauzes), typiques de la région
- Blocs erratiques arrivés dans la région à la fin de l'ère glaciaire, notamment « la pierre de Dieu » et « la pierre du Diable » qui présente l'insertion d'un carré de marbre[30].

Quelques photos de monuments et de lieux de la commune de Trept
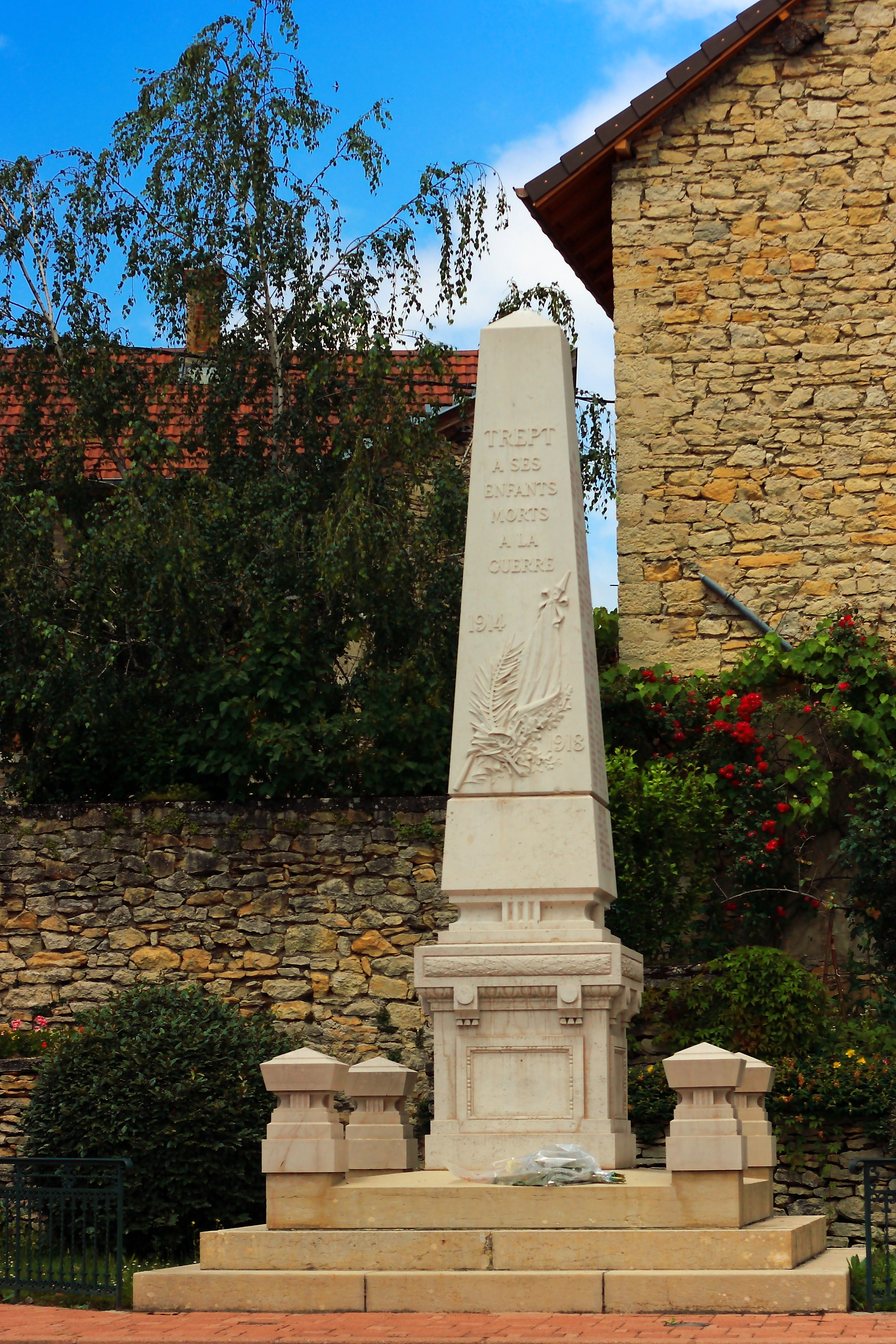
Trept, à ses enfants morts à la guerre.
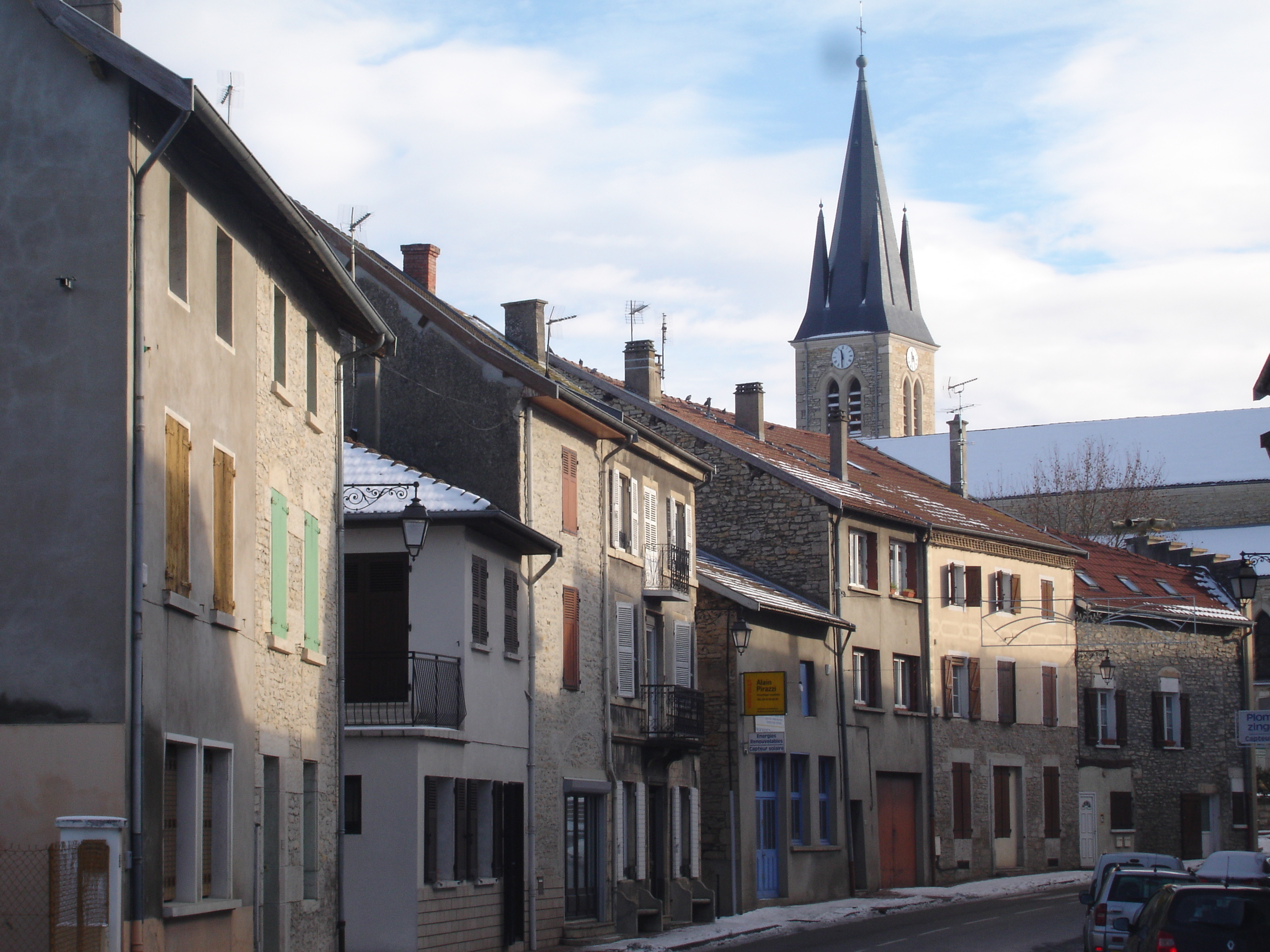
Le centre du village.
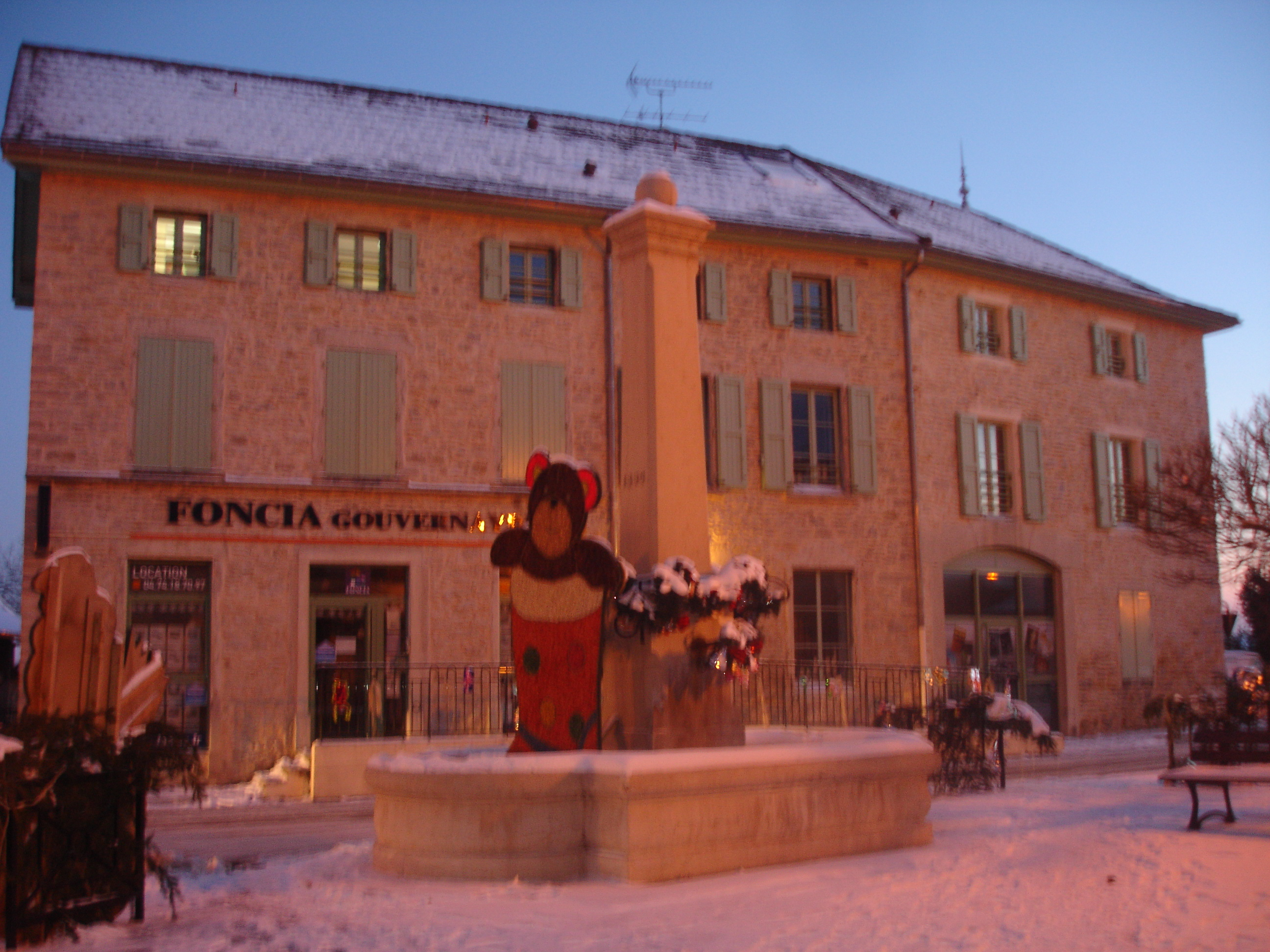
La place Lieutenant-Boyrivent.
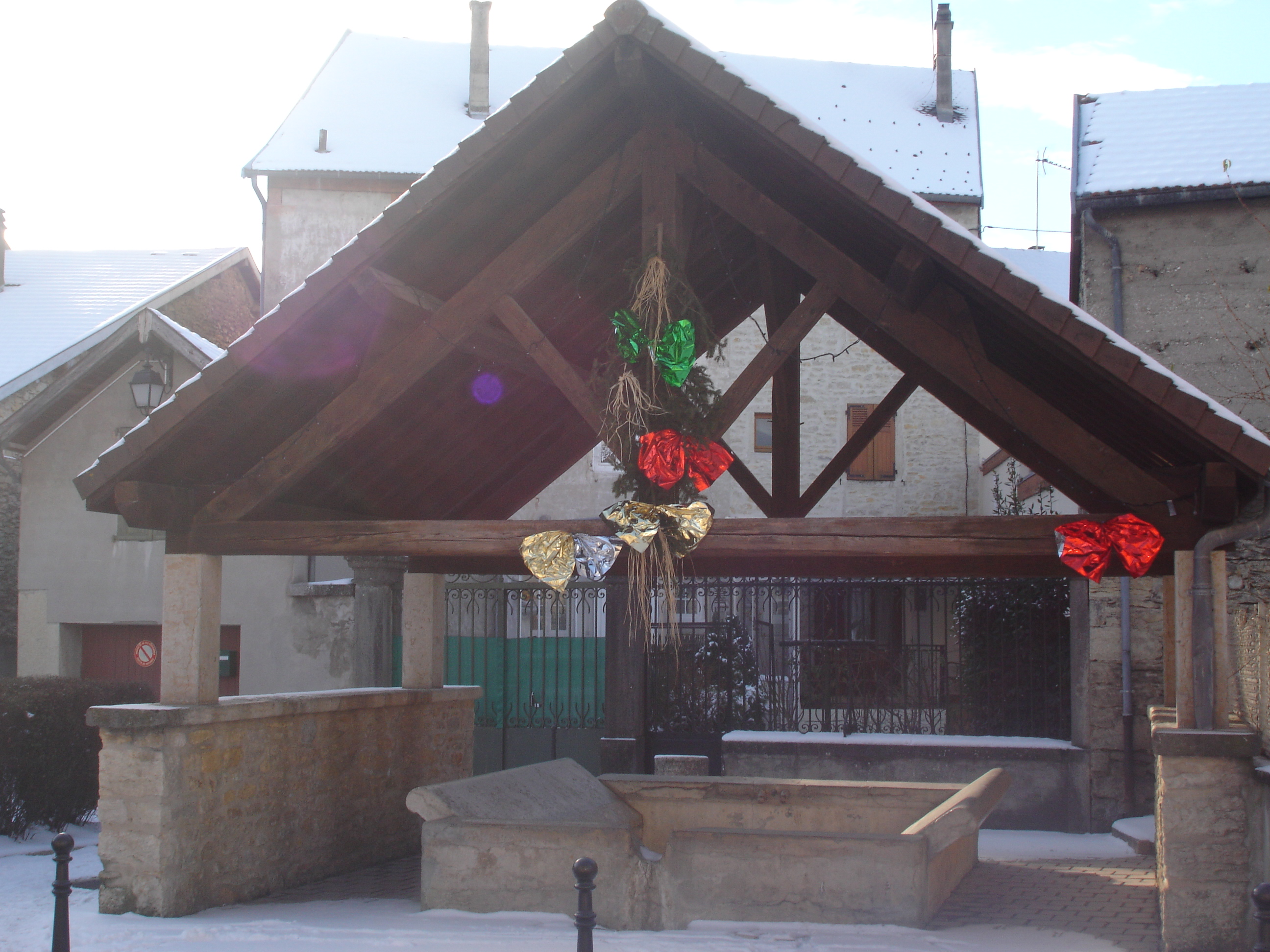
Le lavoir de l'église.
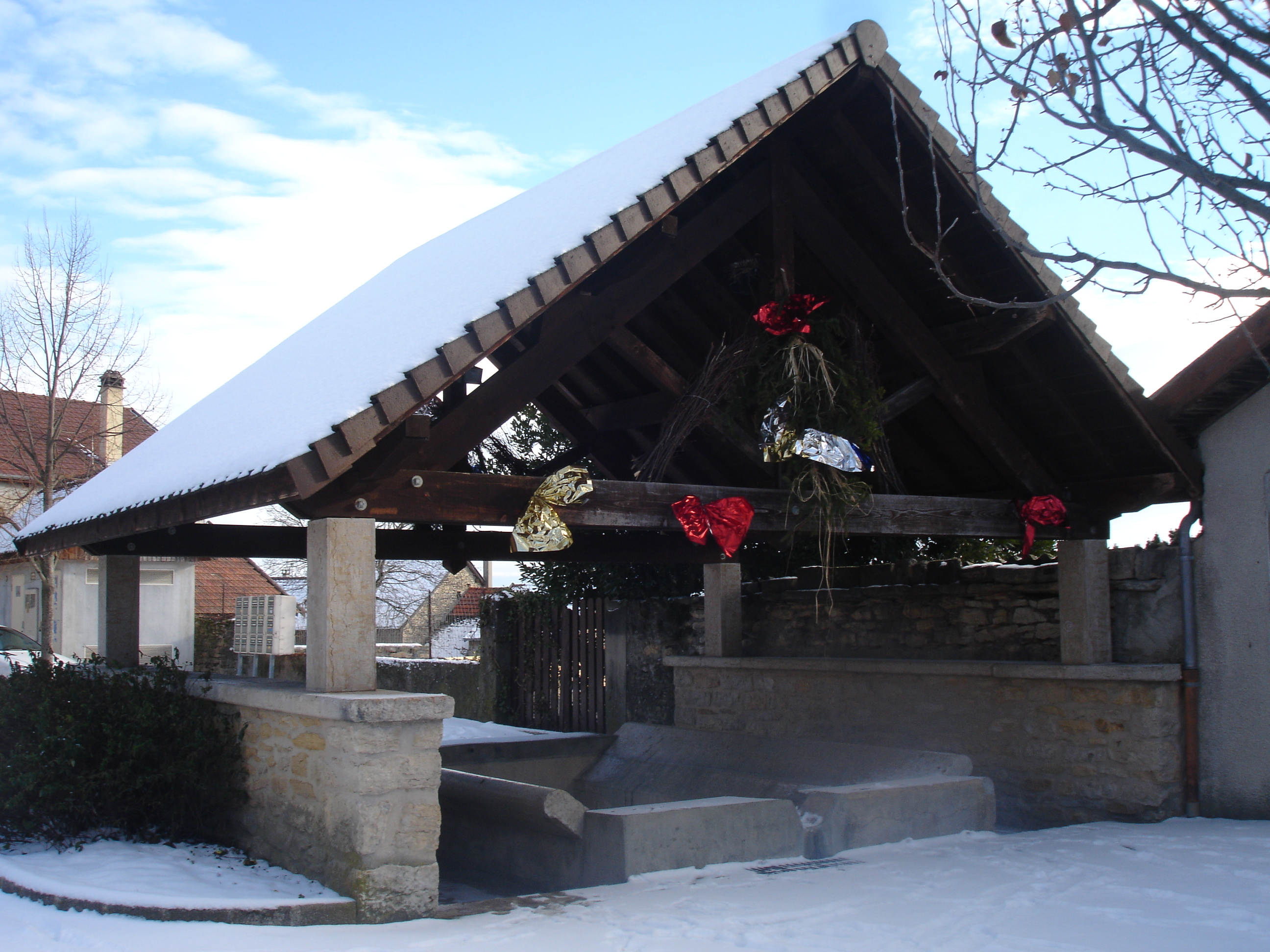
Le lavoir de la place.
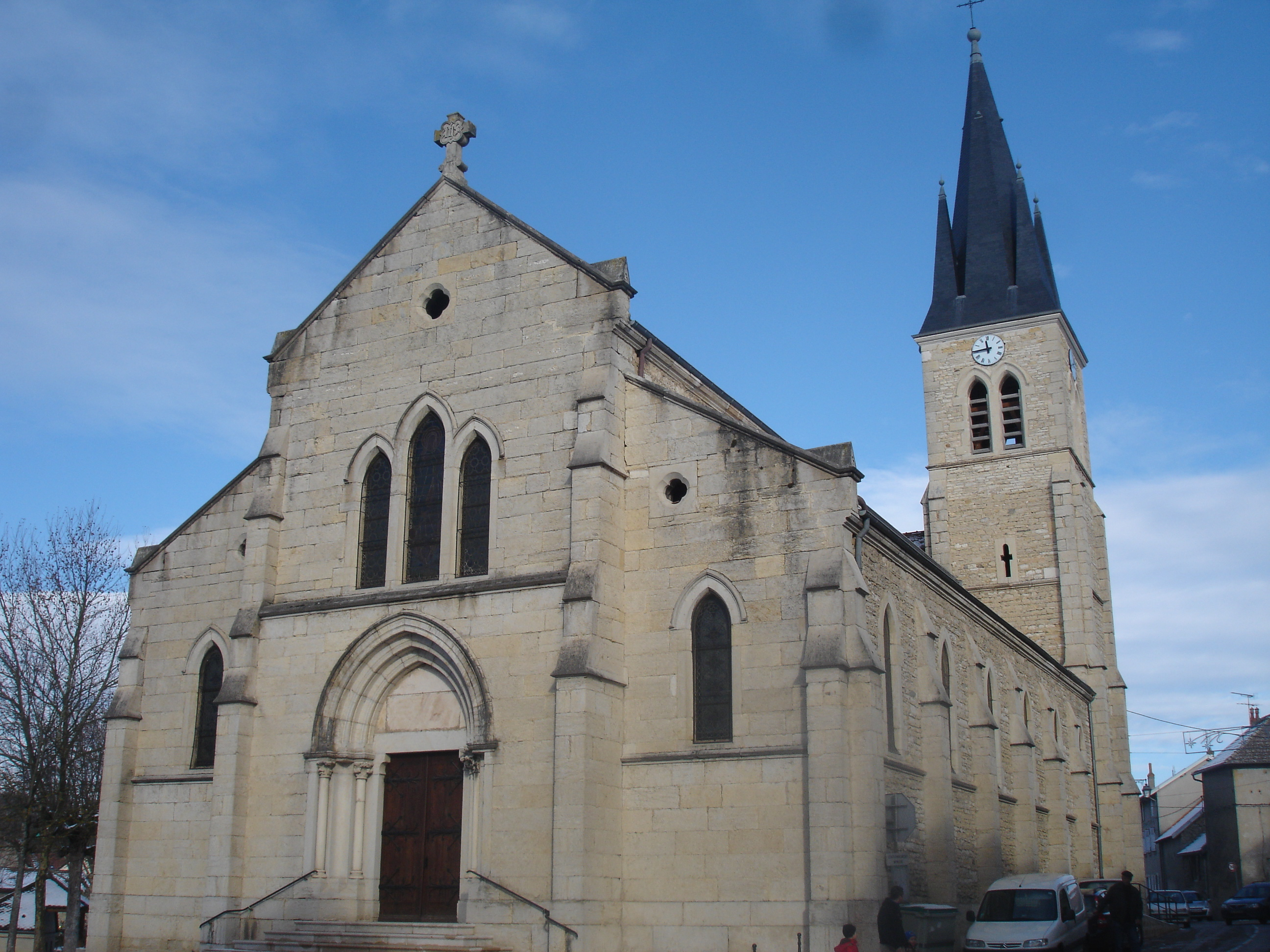
L'église.
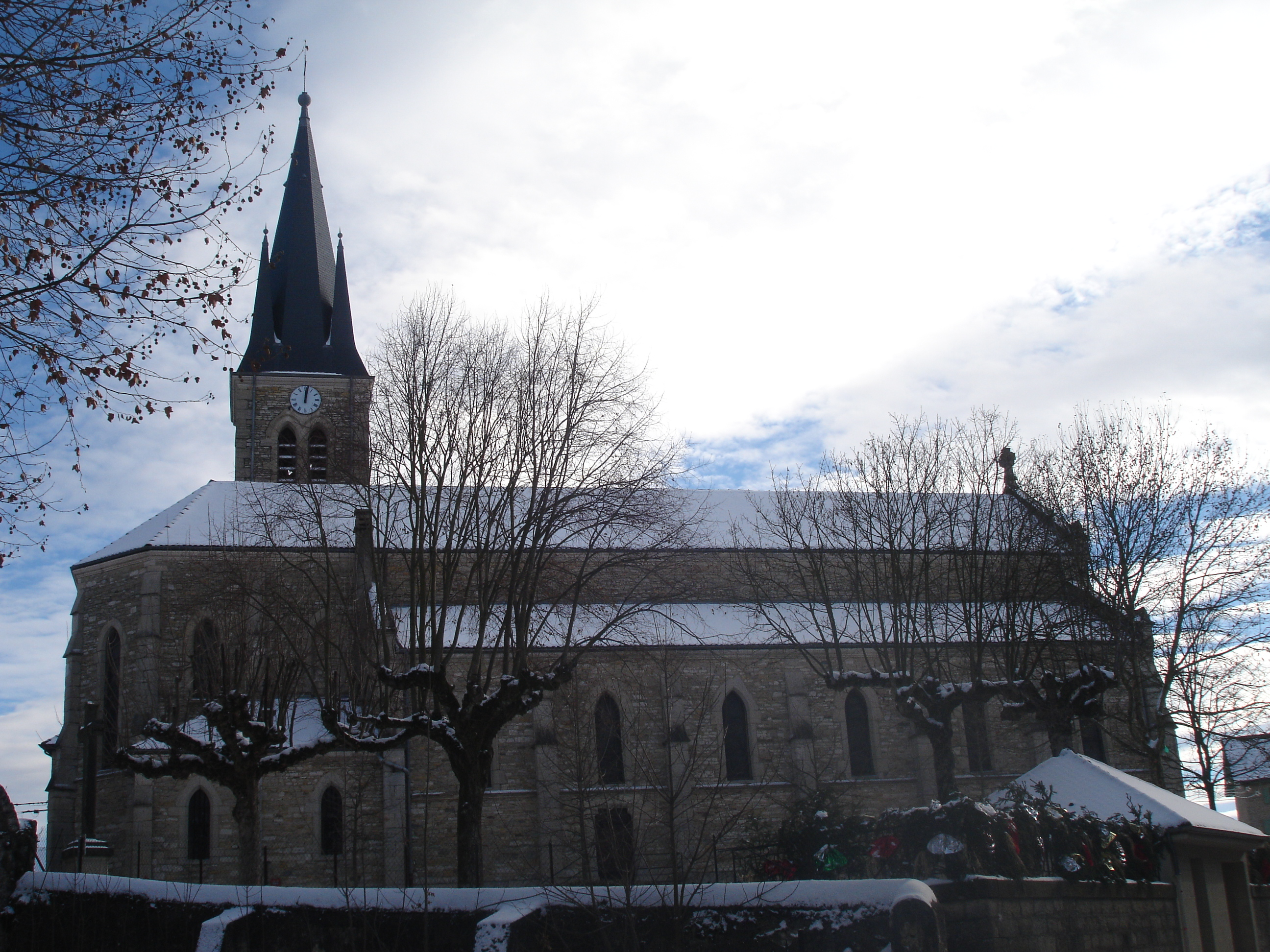
L'église vue de profil.
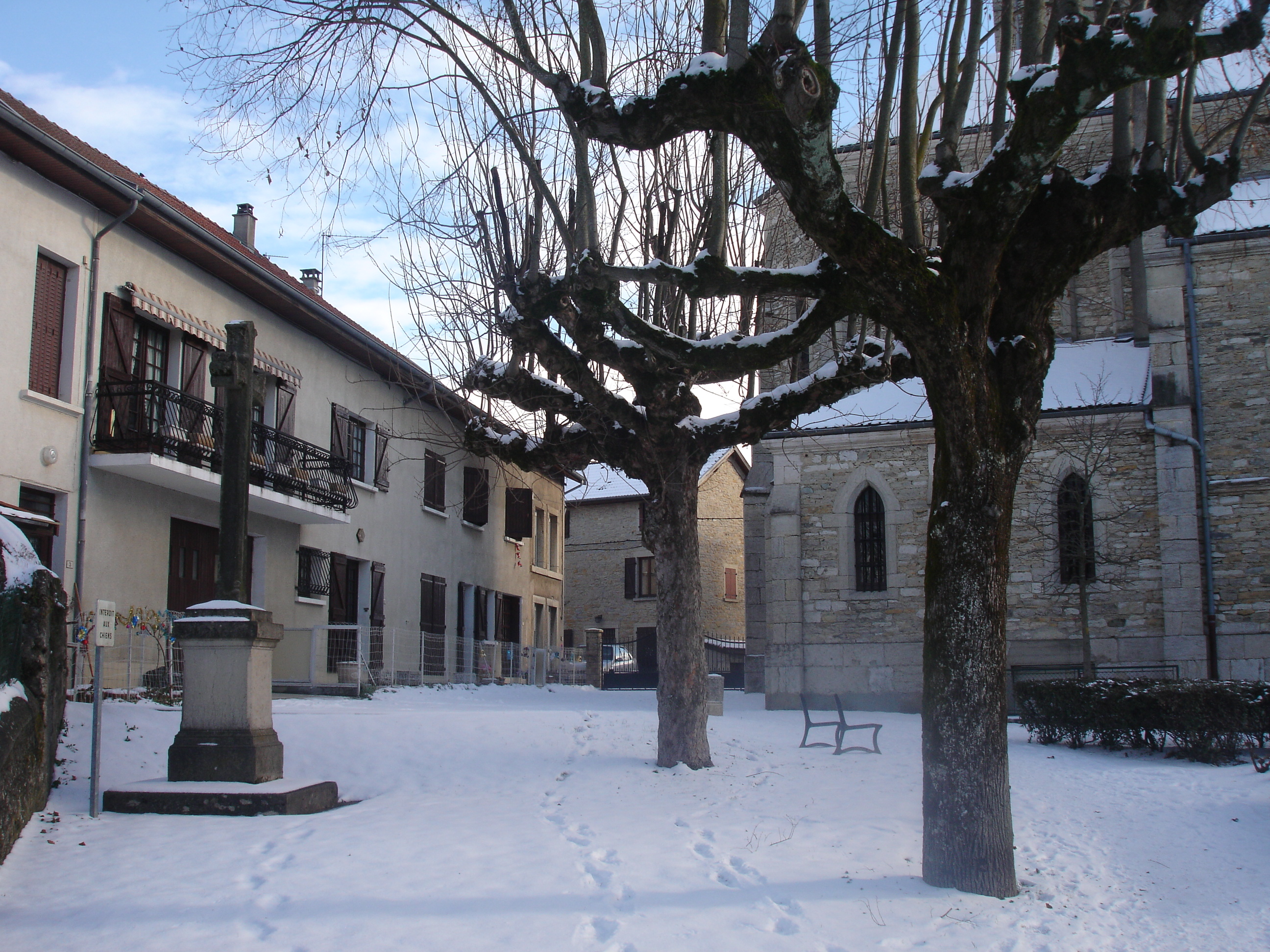
Place de l’Église enneigée.
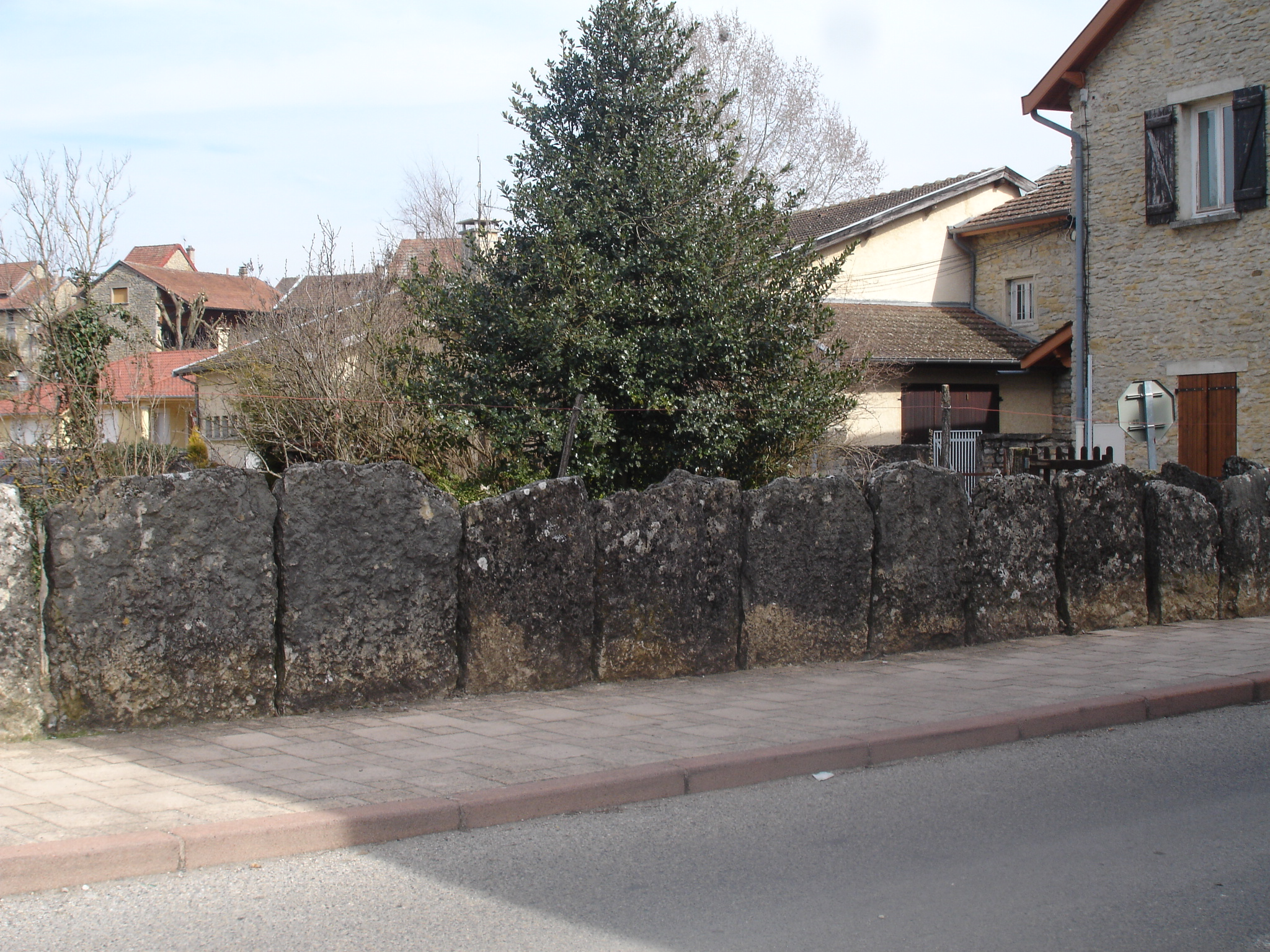
Les lauzes.
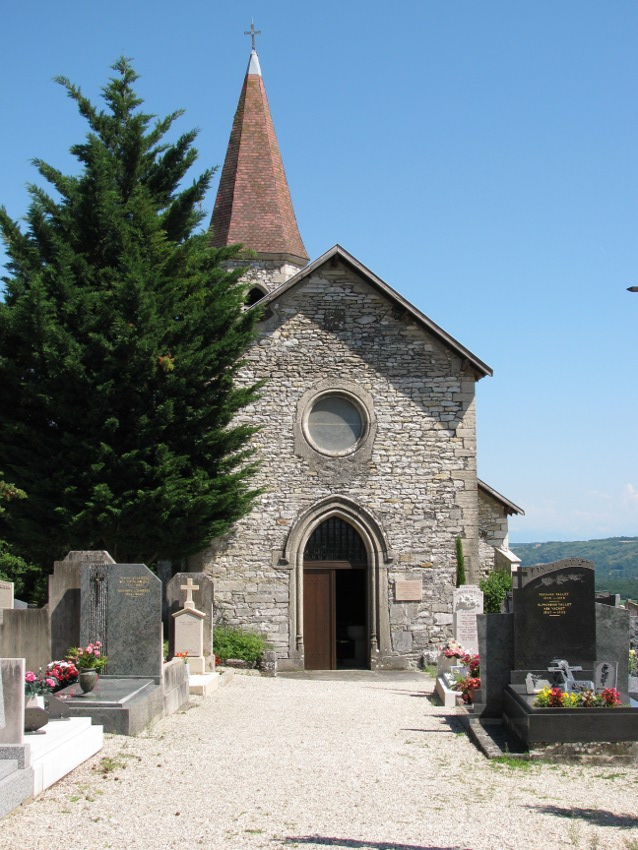
Chapelle Saint-Didier à Cozance (XVe siècle, restaurée à la fin XXe siècle).

### Patrimoine naturel
- Les bois communaux de Trept sont un espace naturel sensible[31].
- Trept possède aussi une mare écologique visant a accueillir différentes espèces d'insectes et d'amphibiens.

### Personnalités liées à la commune
- Le soldat Varille[réf. nécessaire]
- Jean-François Cornu de La Poype, châtelain de Serrières, général républicain, beau-frère de Stanislas Fréron, député d'opposition en 1822. Doyen des généraux français en 1851.

### Héraldique
|  | Trept possède des armoiries dont l'origine et le blasonnement exact ne sont pas disponibles. |